# Méthanolate de lithium
Le méthanolate de lithium est un composé de formule brute CH3LiO. C'est la base conjuguée du méthanol associée au cation Li+.
Le méthanolate de lithium peut être synthétisé par réaction de l'hydrure de lithium, LiH ou de n-butyllithium, C4H9Li sur le méthanol, CH3OH en condition anhydre :
{\displaystyle \mathrm {LiH+\ CH_{3}OH\longrightarrow \ CH_{3}OLi+H_{2}} }
Il est principalement utilisé comme base forte en synthèse organique.